# Male Pece
Male Pece so naselje v Občini Ivančna Gorica.